# Pervasive computing
Pervasive computing eller ubiquitous computing er en vision eller begreb inden for datalogien, der beskriver, hvordan computeren i fremtiden vil føre en tilbagetrædende, men alligevel allestedsnærværende rolle i brugerenes liv. Det handler om, hvordan computerkraft bliver indlejret i hverdagsprodukter som eksempelvis en brødrister. Visionen blev for første gang skabt af Mark Weiser i slutfirserne. Weiser beskriver, hvordan udviklingen af computeren er gået fra mainframe-computeren til pc'en. Altså hvordan en computer først servicerede mange brugere i mainframe-æraen til, hvordan en computer servicerede en bruger i pc-æraen. I følge Weiser står vi nu overfor en ny æra, hvor en bruger serviceres af mange enheder med computerkraft. Det er det, som benævnes "pervasive computing".
Et eksempel på pervasive computing er det intelligente køleskab, som kan registrere, hvilke madvarer det indeholder og kommunikere med eksempelvis brugerens mobiltelefon og fortælle, at brugeren skal tage mælk med hjem til aftensmaden. Alle elektriske enheder skal gerne opføre sig korrekt i forhold til hinanden, således at eksempelvis kaffemaskinen går i gang, når man forlader sin seng.
Pervasive computing bliver ofte på dansk kaldt "IT i alting".

## Teknologier i pervasive computing
For at visionen pervasive computing kan blive virkelighed findes der en række teknologier, som kan hjælpe den på vej.
Det er blandt andet RFID-teknologien, som bruges til at identificere de enkelte objekter med, således de kan indgå i et pervasive system. Det kan eksempelvis være madvarerne i køleskabet.
Derudover er det nødvendigt med en række sensorer, som kan fortælle om, hvordan verden omkring os ser ud. Det kan give information til de elektriske enheder, som indgår i et pervasive system. På baggrund af den information kan enhederne agere mere korrekt i forhold til brugerne.
Slutteligt er det vigtigt at de mange ting med computerchips kan tale sammen. Hertil findes mange standarder, som eksempelvis ZigBee og Z-Wave.